# Juliano Spadacio
Juliano Gonçalves Spadacio (* 16. November 1980 in Dracena, São Paulo) ist ein brasilianischer ehemaliger Fußballspieler. Der Mittelfeldspieler spielte in Brasilien, Österreich, Portugal, Rumänien, Griechenland, Zypern und Israel.

## Karriere
Juliano Spadacio kam im Januar 2004 zum SV Austria Salzburg in die österreichische Fußball-Bundesliga, nachdem er zuvor in seiner brasilianischen Heimat in der Série B gespielt hatte. In Salzburg kam er zwar regelmäßig zum Einsatz, kehrte aber im Sommer 2004 nach Brasilien zurück. Nach zwei weiteren Stationen in der Série B bekam er im Sommer 2005 die Gelegenheit, zu Athletico Paranaense und damit erstmals in die Série A, die höchste Spielklasse Brasiliens, zu wechseln. Dort kam er allerdings kaum zum Zuge.
Anfang des Jahres 2006 wagte Spadacio erneut den Schritt nach Europa, als er beim portugiesischen Erstligisten Nacional Funchal auf Madeira unterschrieb. Dort konnte er sich bereits in der Rückrunde als Stammspieler durchsetzen und mit seinem Klub in den UEFA-Pokal einziehen. In den folgenden Spielzeiten konnte er sich mit Nacional stets im Mittelfeld der Liga platzieren.
Im Sommer 2008 verließ Spadacio Madeira nach zweieinhalb Jahren und wechselte nach Rumänien zu Rapid Bukarest. Bereits in der Saison 2008/09 stellte er bei seinem neuen Verein seine Torjägerqualitäten unter Beweis, als er 16 Tore erzielen konnte. Der Verein platzierte sich dennoch nur im Mittelfeld der Liga 1 und verpasste die angestrebte Qualifikation zur Europa League. Diese Unternehmung war auch in der darauffolgenden Spielzeit nicht von Erfolg gekrönt. Erst mit seinem vierten Platz in der Saison 2010/11 gelang die Rückkehr ins internationale Geschäft.
Im September 2011 wechselte er zum griechischen Klub PAOK Thessaloniki. Schon ein halbes Jahr später kehrte er zu Astra Ploiești nach Rumänien zurück, nachdem er bei PAOK nur auf sieben Einsätze gekommen war. Im Sommer 2012 wechselte er zu Anorthosis Famagusta in der zyprischen First Division. Mit seinem neuen Team beendete er die Saison 2012/13 als Vizemeister. Im Sommer 2013 zog es ihn zu Hapoel Akko in die israelische Ligat ha’Al. 2015 beendete er seine Karriere.

## Erfolge
Corinthians
- Copa do Brasil: 2002

Paulista
- Copa do Brasil: 2005